# تپه بزرگ یسرلو شماره ۱
تپه بزرگ یسرلو شماره ۱ در شهرستان همدان، بخش شراء، روستای یسرلو واقع شده و این اثر در تاریخ ۱۱ شهریور ۱۳۸۲ با شمارهٔ ثبت ۹۸۷۶ به‌عنوان یکی از آثار ملی ایران به ثبت رسیده است.